# Jonatan Slider
Jonatan Slider (Bahía Blanca, Provincia de Buenos Aires, 27 de julio de 1987) es un baloncestista argentino que juega en San Martín de Junín del Torneo Pre Federal de Clubes de la Federación Bonaerense de Básquet. Con 1,92 metros de altura, juega en la posición de escolta.
Es hijo del baloncestista estadounidense Gregory Leon Slider.

## Trayectoria

### Clubes
| Club                           | País      | Año             |
| ------------------------------ | --------- | --------------- |
| Boca Juniors                   | Argentina | 2003 - 2007     |
| Sportivo Rojas                 | Argentina | 2007 - 2008     |
| Argentino de Junín             | Argentina | 2008 - 2009     |
| Rosario Central                | Argentina | 2009 - 2010     |
| Asociación Italiana de Charata | Argentina | 2010 - 2011     |
| Argentino de Junín             | Argentina | 2011 - 2012     |
| Ciudad de Bragado              | Argentina | 2012 - 2013     |
| Libertad                       | Argentina | 2013 - 2015     |
| Estudiantes Concordia          | Argentina | 2015 - 2017     |
| Peñarol                        | Argentina | 2017 - 2018     |
| Argentino de Junín             | Argentina | 2018 - 2020     |
| 25 de Agosto                   | Uruguay   | 2020            |
| Argentino de Junín             | Argentina | 2020 - 2021     |
| Oberá                          | Argentina | 2021            |
| Argentino de Junín             | Argentina | 2021 - 2024     |
| ABA Ancud                      | Chile     | 2024            |
| Argentino de Junín             | Argentina | 2024 - 2025     |
| San Martín de Junín            | Argentina | 2025 - Presente |